# Дело Павла Дурова во Франции
Задержание основателя соцсети «ВКонтакте» и кроссплатформенного мессенджера Telegram — интернет-предпринимателя Павла Дурова произошло 24 августа 2024 года в Париже около 8 часов вечера по UTC+2, когда он вышел из своего частного самолёта на взлётной полосе в аэропорту Ле Бурже.
Задержание провела Воздушно-транспортная жандармерия Франции. Дурова сопровождали женщина и телохранитель. Основатель Telegram прилетел во Францию из Азербайджана.
28 августа Дурова отпустили под залог, предъявив обвинения в шести правонарушениях. Предприниматель был помещён под судебный надзор и ему было запрещено покидать Францию. В сентябре Павел Дуров объявил об усилении борьбы с преступностью в Telegram и пообещал улучшить модерацию.

## Предыстория
Павел Дуров и раньше подвергался давлению со стороны властей разных стран, о чём он в феврале 2024 года дал подробное интервью Такеру Карлсону. В том числе Дуров напомнил, что уехал из России в связи с давлением российских властей. По его словам, власти РФ поставили его перед выбором: выполнять их требования по блокировкам и передаче данных или уйти из компании «ВКонтакте» и покинуть страну.

## Обвинения и расследование
По предварительной  информации, Павла Дурова могут обвинять в соучастии в контрабанде наркотиков, мошенничестве, отмывании денег и сокрытии педофильского контента. Как сообщают СМИ, ордер на арест Дурова выдан национальным управлением судебной полиции Франции. Его взяли под стражу. Французские власти утверждают, что Telegram из-за отсутствия модерации и возможности использования одноразовых номеров и криптовалют стал рассадником для мошенников и другой преступной деятельности. Основная претензия властей ЕС к Telegram связана с зашифрованными сообщениями.
26 августа Павла Дурова допросили в рамках расследования против неназванного лица по обвинению в 12 преступлениях, связанных с работой мессенджера. Об этом говорится в заявлении прокуратуры Парижа. Кроме того, французские власти расследуют факты отказа от сотрудничества, сговора с целью совершения преступления и отмывания доходов. Также правоохранителей интересует использование криптовалюты на платформе.
27 августа телохранителя и спутницу, сопровождавших Дурова, отпустили.
Срок задержания Дурова продлили до 28 августа. 28 августа максимальный четырёхдневный срок задержания истёк. Дуров был отпущен под залог в 5 млн € и помещён под судебный надзор, ему были предъявлены обвинения в шести правонарушениях, среди которых отказ предоставлять данные уполномоченным органам по запросу.
Также французские власти выдали ордер на арест сооснователя Telegram Николая Дурова, брата Павла; при этом местонахождение Николая не было известно.

## Последствия
23 сентября Дуров сообщил, что усилил модерацию, и что в связи с обновлением политики конфиденциальности Telegram будет выдавать IP-адреса и телефоны нарушителей по решению суда во всём мире, также уточнив, что это происходит с 2018 года.
В марте 2025 года появились сообщения о том, что, продолжая оставаться под следствием, Дуров с разрешения французских властей покинул Францию и выехал в ОАЭ.

## Реакция
Поскольку Павел Дуров обладает 4 гражданствами (кроме французского, у него есть российское, ОАЭ, а также документ Сент-Китс и Невис), министерства иностранных дел России и Объединённых Арабских Эмиратов вмешались в судьбу Дурова.
МИД РФ сообщило, что посольство России во Франции предприняло необходимые шаги для прояснения ситуации вокруг Дурова. В посольстве РФ заявили, что потребовали от французских властей обеспечить защиту прав Павла Дурова и предоставить консульский доступ. Также дипломаты сообщили, что Франция уклоняется от взаимодействия по задержанию Дурова. МИД ОАЭ потребовало предоставить Дурову доступ ко всем необходимым консульским услугам. Пресс-секретарь Кремля Дмитрий Песков заявил, что руководство России не заключало никаких сделок с Павлом Дуровым и что тот никогда не встречался с президентом Владимиром Путиным.
Российская пропаганда в связи с задержанием Дурова обвинила западные страны в двойных стандартах и назвала это задержание давлением на свободу слова. При этом, как напоминает государственное Международное французское радио, российские власти пытались взять под контроль Telegram и запрещали его с 2018 года. В 2022 году, после начала полномасштабного вторжения России на Украину, в России были закрыты оставшиеся независимые СМИ, запрещены Instagram и Facebook, а в стране де-факто была введена военная цензура. При этом задержание Дурова критиковали как провластные, так и оппозиционные российские журналисты и блогеры.
Также с критикой этого задержания выступил американский миллиардер, владелец соцсети X Илон Маск.
Агентство Reuters отметило, что произошедшее стало первым случаем ареста генерального директора одной из глобальных платформ обмена сообщениями и может рассматриваться как новый фронт в войне правительств против социальных сетей и свободы слова.